# (27858) 1995 BZ1
1995 بي زد 1 (ويعرف أيضًا باسم (27858) 1995 بي زد 1 وفق تسمية الكوكب الصغير) (بالإنجليزية: 1995 BZ1)‏ هو كويكب ضمن حزام الكويكبات؛ وترتيبه 27858 من حيث الاكتشاف.
اكتُشف هذا الجُرم الفلكي بواسطة Dennis di Cicco ‏ في 30 يناير 1995.

## وصلات خارجية
- (27858) 1995 BZ1 في قاعدة بيانات مختبر الدفع النفاث لأجرام النظام الشمسي الصغيرة

- الاكتشاف · مخطط المدار ·  العناصر المدارية · المعلمات المادية

- (27858) 1995 BZ1 على موقع ويكي سكاي: DSS2, SDSS, GALEX, IRAS, Hydrogen α, X-Ray, Astrophoto, Sky Map, Articles and images